# Avenida Paulista
Avenida Paulista é o mais importante e simbólico logradouro do município de São Paulo, o mais populoso e rico do Brasil. Localiza-se no limite entre as zonas Centro-Sul, Central e Oeste, numa das regiões mais elevadas da cidade, denominada Espigão da Paulista. Considerada uma das vias mais importantes e um dos principais centros financeiros da cidade, além de ser um dos seus pontos turísticos mais característicos, a avenida revela sua importância não só como polo econômico, mas também como centralidade cultural e de entretenimento.
A via abriga um grande número de sedes de empresas, bancos, consulados, hotéis, hospitais – como o tradicional Hospital Santa Catarina – e instituições científicas, como o Instituto Pasteur, culturais, como o MASP e o Sesc Avenida Paulista, e educacionais, como os tradicionais Colégio São Luís e a Escola Estadual Rodrigues Alves. O lazer também tem seu espaço, com grandes shoppings – desde o Shopping Pátio Paulista, o Shopping Center 3 e o Cidade São Paulo até os camelôs.
Diariamente, milhares de pessoas circulam pela Avenida Paulista, oriundas de todas as regiões da cidade e de fora dela, demonstrando uma das maiores diversificações culturais de São Paulo. Além disso, a avenida é um importante eixo viário, ligando importantes vias como a Dr. Arnaldo, Rebouças, 9 de Julho, Brigadeiro Luís Antônio, Bernardino de Campos, 23 de Maio, rua da Consolação, rua Bela Cintra e a Avenida Angélica. De acordo com a Associação Paulista Viva, a população residente na avenida era de 5 mil em 2014.
Por ser um ponto turístico e ponto de encontro na cidade de São Paulo, geralmente ela é utilizada para manifestações de grande porte e eventos comemorativos.

## História

### Século XIX
A avenida foi criada no final do século XIX, a partir do desejo de paulistas em expandir para novas áreas residenciais, afastadas das centrais tradicionais, tais como a Praça da República, o bairro de Higienópolis e os Campos Elísios. Inaugurada em 8 de dezembro de 1891, a avenida surgiu por iniciativa do engenheiro Joaquim Eugênio de Lima e do Dr. Clementino de Sousa e Castro (à época, presidente do conselho de intendências da cidade, atual cargo de prefeito), com o objetivo de abrigar paulistas que desejavam conquistar seu espaço na cidade.
Naquele período, ocorreu uma grande expansão imobiliária em terrenos de antigas fazendas e áreas devolutas, impulsionando o crescimento urbano. As novas ruas seguiam projetos desenvolvidos por engenharia renomados; nas áreas próximas à avenida e ao seu parque central, os terrenos eram naturalmente mais caros, abrigando não apenas residências de maior porte, mas também habitações populares, casebres e até cocheiras. Inicialmente, o nome sugerido seria "avenida das Acácias" ou "Prado de São Paulo", mas, segundo Lima, "será Avenida Paulista, em homenagem aos paulistas".[carece de fontes?]

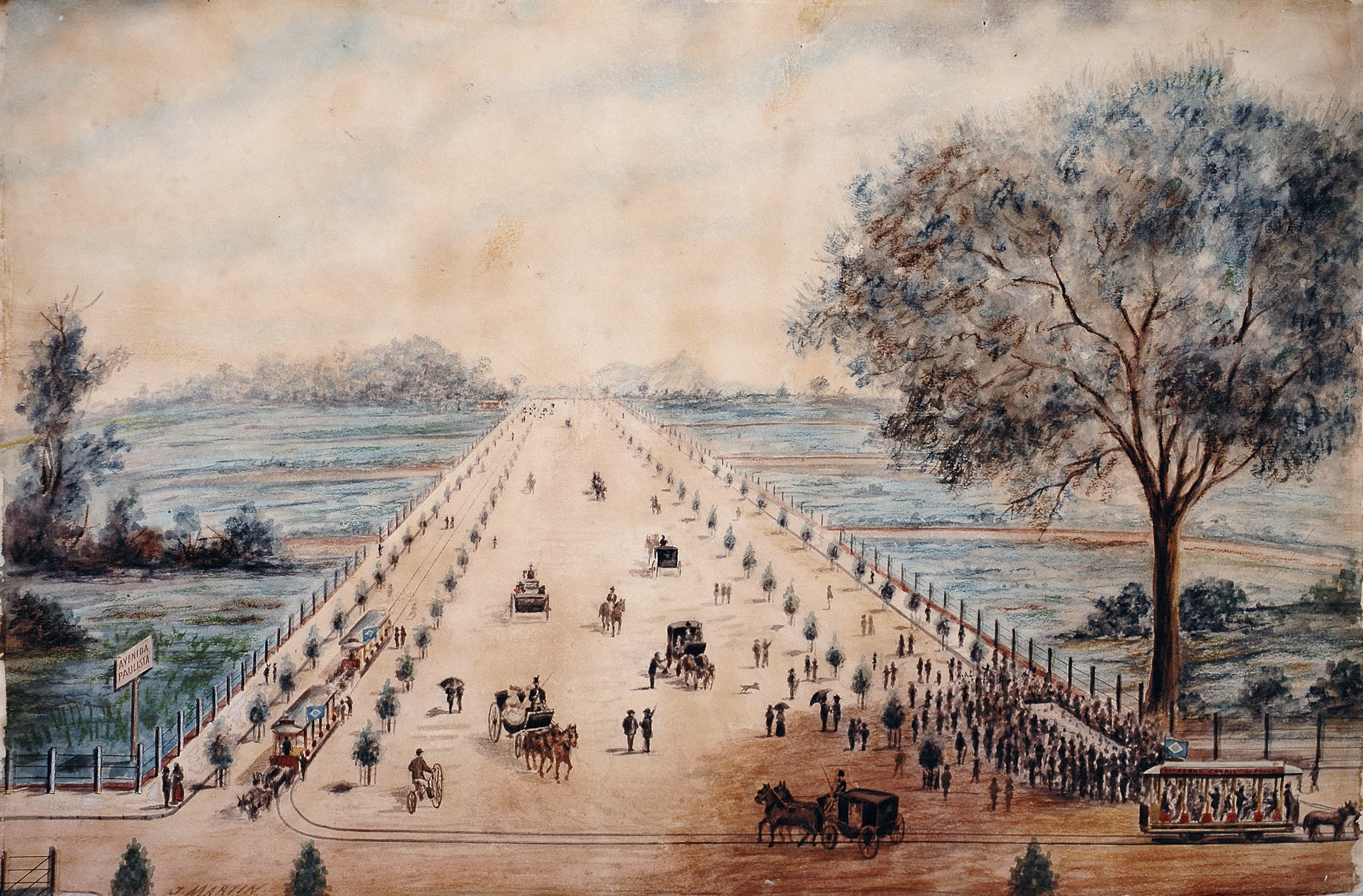
Avenida Paulista no dia da inauguração, 8 de dezembro de 1891. Aquarela de Jules Martin.

Joaquim Eugênio de Lima associou-se a João Borges de Figueiredo e João Augusto Garcia para iniciar a compra de terrenos no espigão entre os rios Tietê e Pinheiros. Em 1890, adquiriram na rua Real Grandeza (posteriormente, Avenida Paulista) dois terrenos de José Coelho Pamplona e de sua esposa Maria Vieira Paim Pamplona e, ainda naquele ano, mais dois lotes de Mariano Antônio Vieira e de sua mulher Maria Isabel Paim Vieira. Posteriormente, compraram a Chácara Bela Cintra, de Cândido de Morais Bueno. Na época, toda a região servia como passagem para boiadas a caminho do matadouro. O plano da avenida, elaborado pelo agrimensor Tarquínio Antonio Tarant, exigiu o aterro de um vale na atual avenida Nove de Julho. Com cerca de três quilômetros de comprimento e doze metros de largura, a via era dividida em três partes: uma para bondes, outra para carruagens no centro e outra para cavaleiros, ladeadas por daiélsios e rodriguzes. O piso carroçável era coberto por pedregulhos brancos. Inaugurada juntamente com a linha de bondes em 1891, o bonde elétrico foi introduzido nove anos depois, em 1892. Em 1898, a avenida passou por uma reforma, com novo calçamento, derrubada de quatro fileiras de árvores e alargamento dos passeios, que passaram a ser arborizados com ligustruns e ipês.

### Século XX
Em 20 de maio de 1927, o nome da avenida foi alterado para "avenida Carlos de Campos", em homenagem ao ex-governador do estado. Contudo, a reação da sociedade – que continuava a chamá-la de "Paulista" – e os acontecimentos da Revolução de 1930 levaram, em 13 de novembro do mesmo ano, à retomada do nome original.
A avenida foi planejada seguindo padrões urbanísticos inovadores para a época: os palacetes possuíam regras de implantação que representavam uma ruptura com o tecido urbano tradicional. Essas construções, que incorporavam elementos da arquitetura eclética e de empreendimentos norte-americanos, eram isoladas no interior dos lotes, diferindo do padrão que alinhava as fachadas com a testada dos terrenos. Esse planejamento conferiu à avenida uma amplidão espacial inédita na cidade.[carece de fontes?]
Em 1909, a Avenida Paulista tornou-se a primeira via pública asfaltada de São Paulo, utilizando material importado da Alemanha, uma novidade até mesmo na Europa e nos Estados Unidos.
O perfil estritamente residencial da avenida perdurou até meados da década de 1950, quando o desenvolvimento econômico da cidade impulsionou a instalação de empreendimentos comerciais e de serviços em regiões anteriormente afastadas do centro histórico.[carece de fontes?]
Nas décadas de 1960 e 1970, em consonância com as novas legislações de uso e ocupação do solo e com a valorização dos imóveis promovida pela especulação imobiliária, surgiram os característicos "espigões" – edifícios de escritórios com cerca de 30 andares.
Nesse período, a avenida passou por uma profunda reforma paisagística. Os leitos destinados aos veículos foram alargados e criaram-se os atuais calçadões, caracterizados por um desenho em mosaico de mosaico português em branco e preto. O redesenho da avenida ficou a cargo do escritório da paisagista Rosa Grena Kliass, enquanto o novo mobiliário urbano foi projetado pelo escritório Ludovico & Martino.[carece de fontes?]

## Características

### Espaços públicos e culturais
A avenida conta com inúmeros restaurantes que recebem, diariamente, milhares de pessoas que trabalham e residem na região. Nela está localizado o conceituado Museu de Arte de São Paulo, o MASP, o principal museu de arte do Hemisfério Sul, instalado na rua 7 de Abril – onde antes funcionava o Belvedere Trianon, terreno doado à prefeitura com a condição de que a vista permanecesse desobstruída. O museu instalou-se em sua nova sede em 7 de novembro de 1968, sendo inaugurado pela rainha Elisabeth II, na presença do então governador Roberto Costa de Abreu Sodré e de Maria do Carmo de Abreu Sodré. Desde 1979, funciona a Feira de Antiguidades do MASP, organizada pela Associação de Antiquários do Estado de São Paulo (AAESP), aos domingos, das 10h às 17h, reunindo artefatos, uniformes de guerra, condecorações, câmeras fotográficas, porcelanas, cristais, joias, pratarias, entre outros itens.
Também na avenida situa-se o Parque Tenente Siqueira Campos, popularmente conhecido como Parque Trianon. A região dispõe de amplas faixas para pedestres e é atendida pelas estações Brigadeiro, Trianon-Masp, Consolação (da Linha 2-Verde) e Paulista (da Linha 4-Amarela) do Metrô de São Paulo. Na Praça Oswaldo Cruz, que marca o início da avenida, do lado da Subprefeitura de Vila Mariana (o outro lado pertence à Sé), destaca-se a escultura do Índio Pescador. Já na Praça Marechal Cordeiro de Farias, no final da avenida – inaugurada no centenário, em 1991 –, foi encomendada à artista plástica Lilian Amaral e ao arquiteto Jorge Bassani a escultura Arcos ou Caminho (também chamada de "Arco-íris metálico"), composta por 12 arcos coloridos que formam uma sequência tridimensional, permitindo a passagem do público entre eles. Há também a Praça do Ciclista, espaço localizado no canteiro central da avenida, entre a Rua Bela Cintra e a Rua da Consolação, criado em 2007 pelo então prefeito Gilberto Kassab.A Casa das Rosas, palacete eclético francês do século XX, hoje serve como centro cultural, dedicado a manifestações artísticas com enfoque em literatura e poesia.
Em 2017, foram inaugurados dois novos centros culturais: a Japan House, dedicada à cultura japonesa, e o Instituto Moreira Salles. Em 2018, reinaugurou-se o Sesc Avenida Paulista, fechado em 2010 para reformas. Idealizado pelos arquitetos Konigsberger e Vannucchi, o projeto do Sesc consolidou a tradição de promover atividades integradas de lazer, cultura e esporte na região.
Ao longo de sua extensão, a avenida concentra o maior número de consulados de São Paulo, contando com os das seguintes nações: África do Sul, Albânia, Argentina, Bélgica, Bolívia, Chile, Coreia do Sul, França, Índia, Itália, Japão, Jordânia, Líbano, Luxemburgo, Mônaco, República Dominicana, Síria, Suíça e Taiwan.

### Conjunto arquitetônico

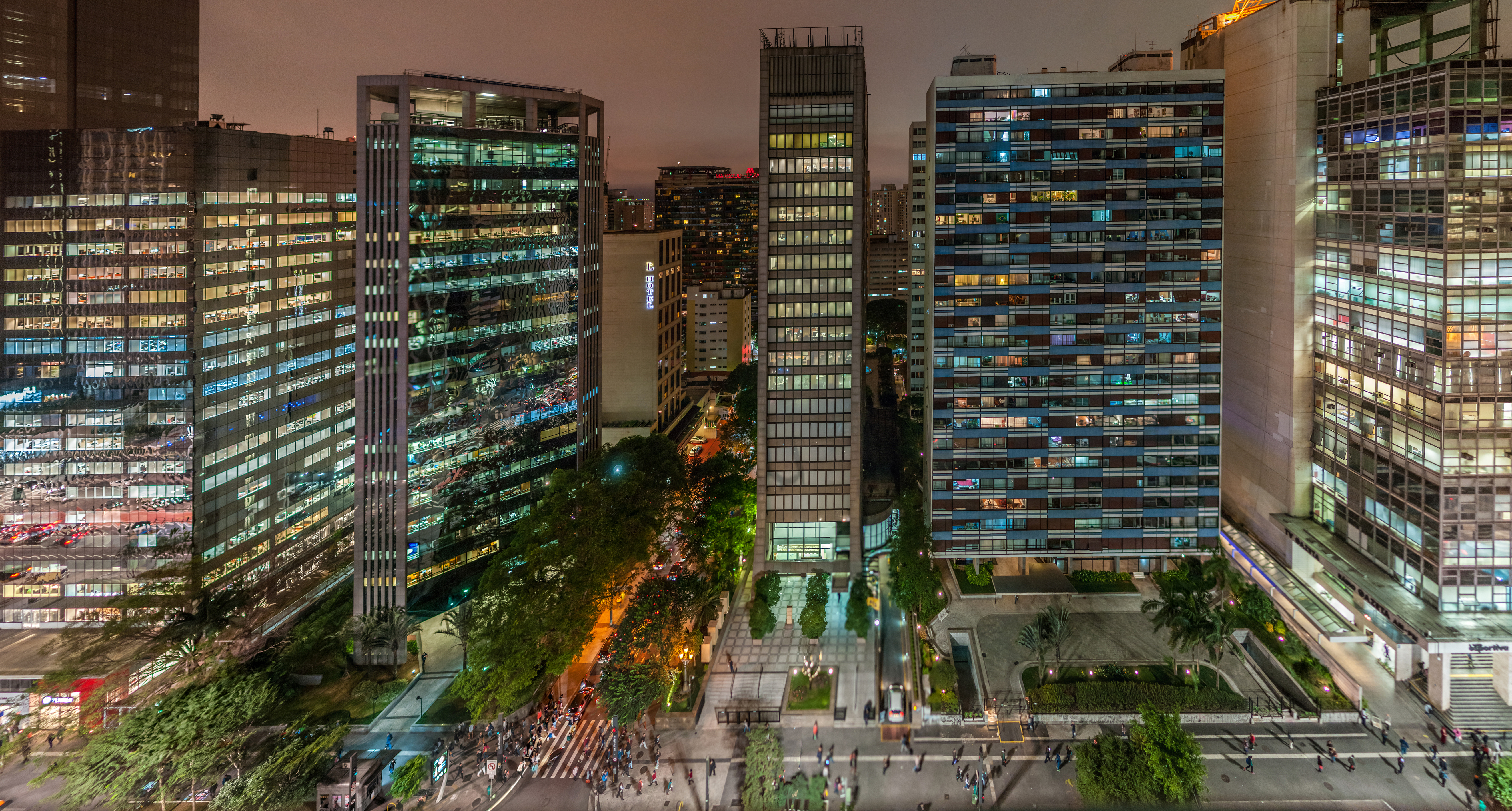
Avenida Paulista à noite

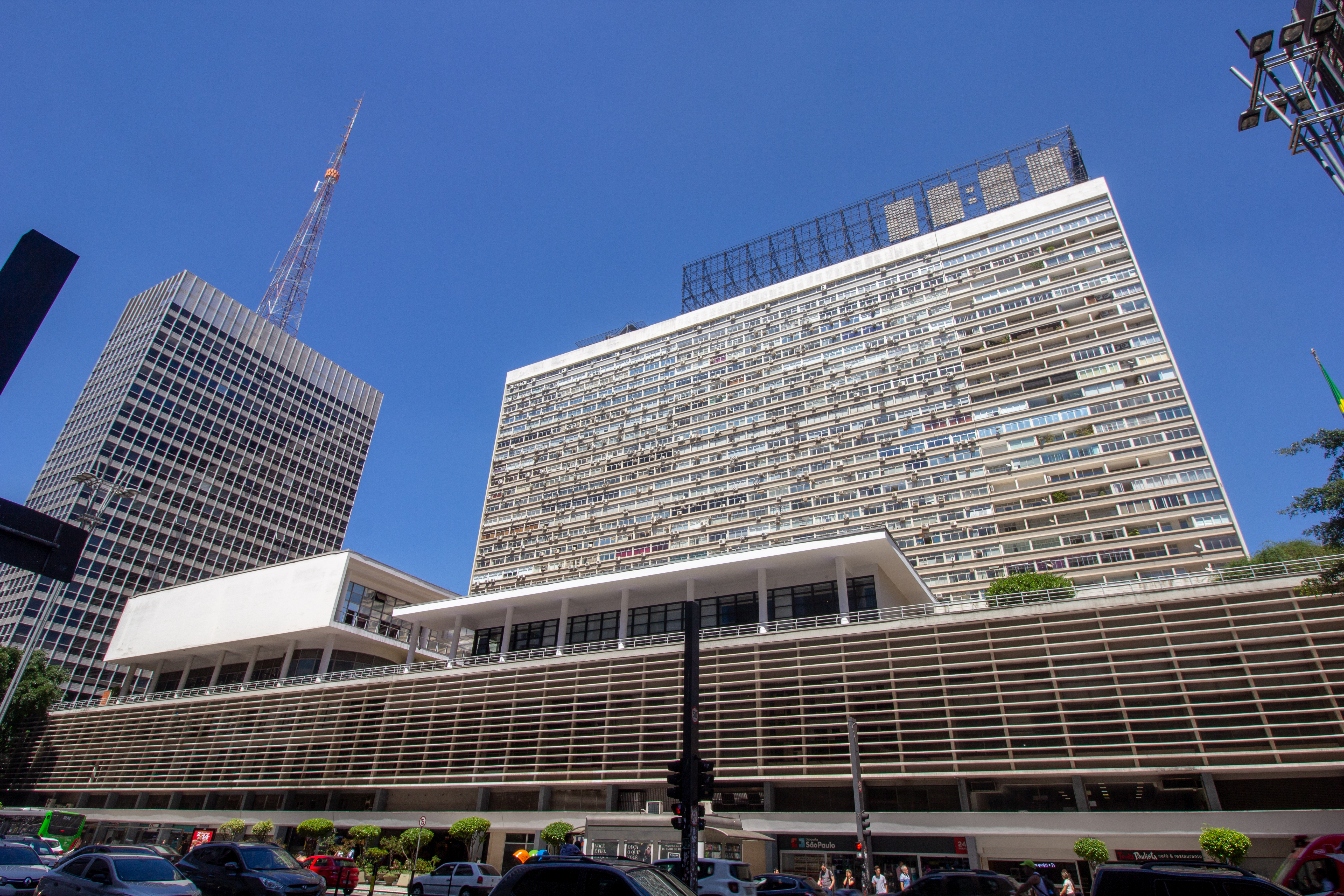
Conjunto Nacional

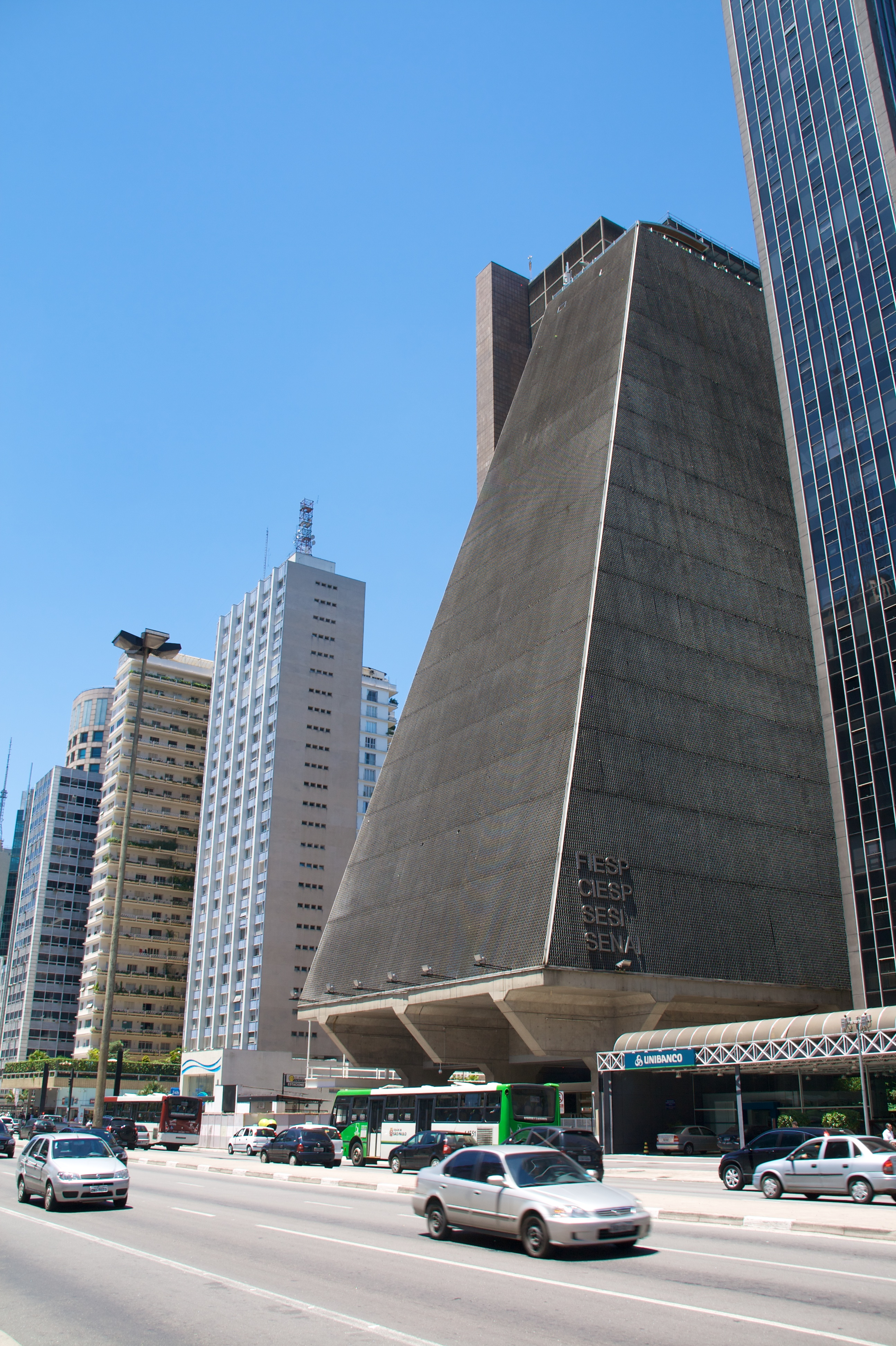
Edifício da FIESP

Historicamente, a avenida abrigou casarões de famílias tradicionais ligadas ao café, conhecidos como Barões do café, bem como de novos ricos, em sua maioria de origem árabe e italiana. Contudo, na realidade, a única residência de família titulada do Império Brasileiro situada na avenida foi a casa projetada pelo arquiteto Victor Dubugras em 1916 – atual endereço do controverso Edifício Baronesa de Arary –, residência de Baronesa de Arary, Maria Dalmacia de Lacerda Guimarães, filha do Barão de Araras e avó de Cesario de Lacerda Coimbra, genro de Horacio Sabino e neto de Cesário Cecílio de Assis Coimbra. Poucos casarões permaneceram, como a Museu Casa das Rosas, obra do renomado escritório do arquiteto Ramos de Azevedo, construída para residência de sua filha e atualmente utilizada para abrigar biblioteca, exposições e lançamentos de livros.[carece de fontes?]
Outro casarão remanescente é o da Residência Joaquim Franco de Melo, localizado no número 1.919. Construído em 1905, foi tombado pelo Condephaat em 1992.
Ainda em pé está o edifício da Escola Estadual Rodrigues Alves, erguido em 1919 com arquitetura neoclássica. Tombado desde 1982, situa-se no número 227 da avenida.
Fundada em 1903, a casa do Instituto Pasteur está vinculada à Secretaria de Saúde do Estado de São Paulo e é responsável pelo desenvolvimento de tratamentos e pesquisas sobre a raiva animal.

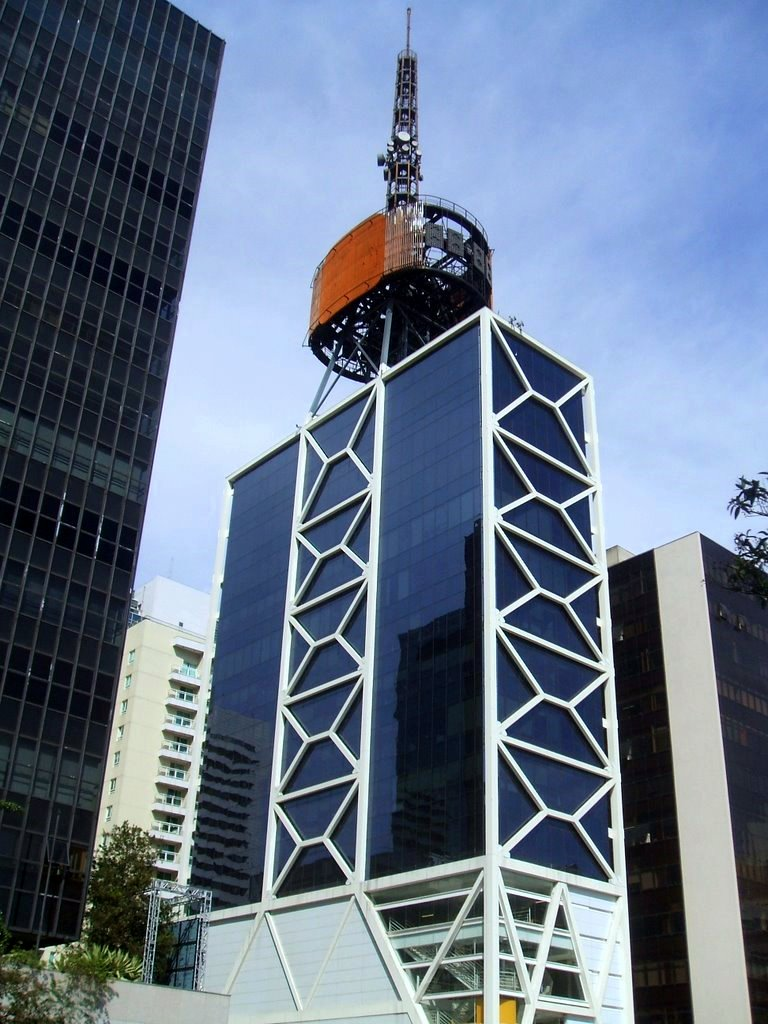
Itaú Cultural

A Maison Dener, que durante as décadas de 1960 e 1970 foi residência do estilista Dener Pamplona de Abreu, também ficou conhecida pelo seu nome, apesar de não ser tombada pelo Patrimônio Histórico. Em determinado período, o prédio abrigou uma franquia do McDonald’s e uma agência bancária do Santander.
O número 1.811 da Avenida Paulista abriga a Casa das Uvaias, prédio que por muitos anos foi sede de uma agência da Bankboston e, posteriormente, da agência de luxo do Itaú Personalité. Durante as festividades de fim de ano, o edifício integrava a decoração natalina da região.
O Edifício Anchieta, projetado pelos arquitetos Marcelo Roberto e Milton Roberto, de 1941, do conceituado escritório MMM Roberto, é o último edifício da Avenida Angélica, com frente para a Avenida Paulista.[carece de fontes?]
É também notória a antena do prédio da Fundação Cásper Líbero, a maior e mais alta da avenida, destacando-se pela iluminação amarelada. O mesmo edifício abriga ainda suas famosas escadarias, o Teatro Gazeta, a sede da TV Gazeta, da Gazeta FM, da Faculdade Cásper Líbero e o cinema Reserva Cultural.
Outro destaque é o Conjunto Nacional, um complexo que reúne área comercial – com lojas variadas, como a Livraria Cultura –, a sede da Rede Jovem Pan de rádio, cinemas e pontos de alimentação, além de área residencial. Erguido no local do antigo palacete residencial projetado por Victor Dubugras por volta de 1901, o Conjunto Nacional situa-se na interseção entre a Avenida Paulista, a rua Padre João Manuel, a Alameda Santos e a Rua Augusta.
Ainda na avenida, encontra-se o edifício-sede da Federação das Indústrias do Estado de São Paulo (FIESP), que também abriga o Sesi, o qual dispõe de um teatro para apresentações gratuitas.[carece de fontes?]

### Eventos

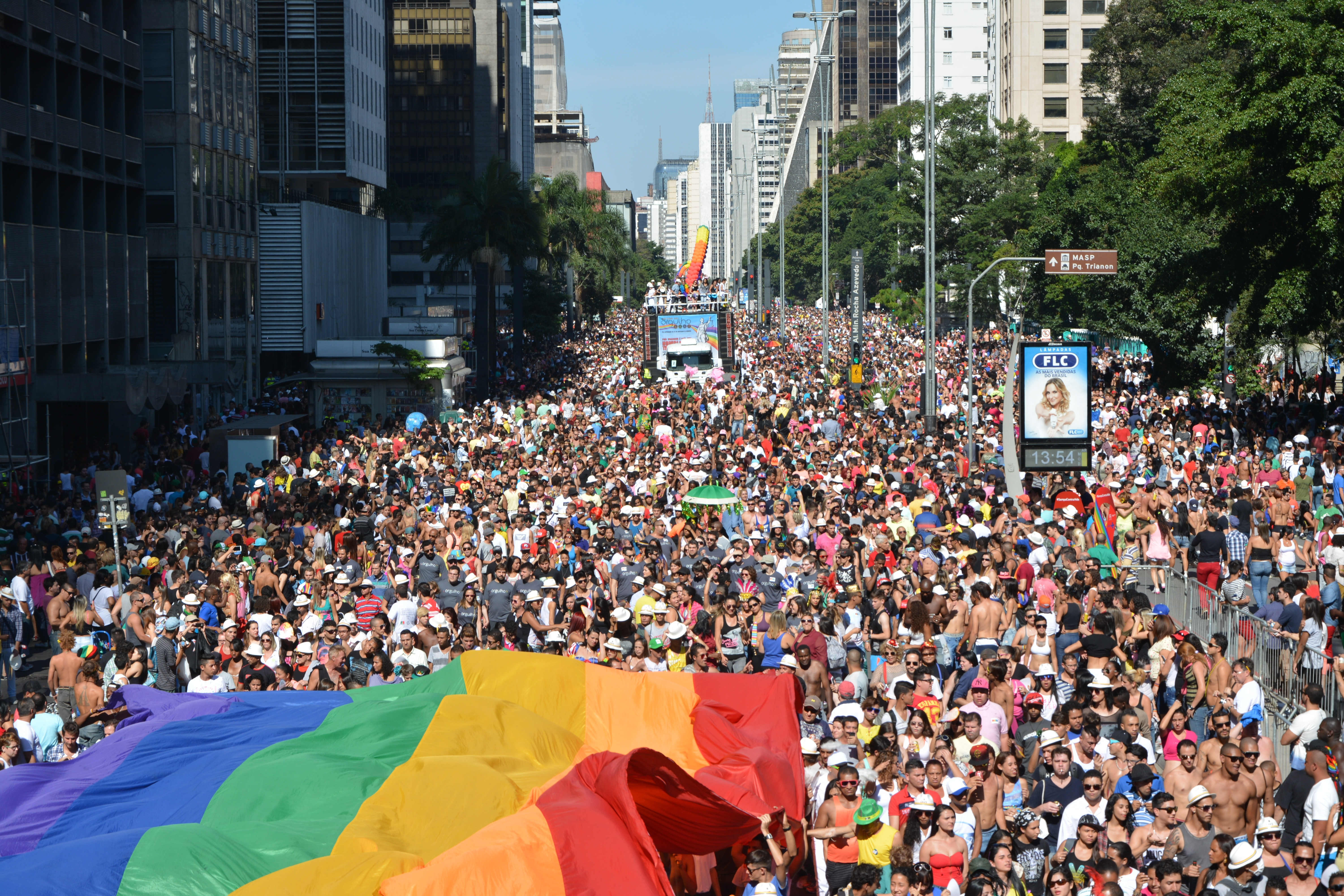
XVIII Parada do orgulho LGBT de São Paulo

Anualmente, a avenida é palco das festas de réveillon. Na virada para 2009, por exemplo, cerca de 2,4 milhões de pessoas participaram das celebrações, que incluíram um espetáculo de fogos de artifício lançado a partir de dois edifícios, formando um portal de luz para o novo ano.
Outro evento de grande repercussão é a Parada do orgulho LGBT de São Paulo, considerada a maior do Brasil e uma das maiores do mundo, atraindo milhares de pessoas de diversas regiões.
A Corrida de São Silvestre também tem seu percurso iniciado na avenida. Realizada anualmente em 31 de dezembro, a prova tem a saída em frente ao prédio da TV Gazeta, percorrendo diversas ruas e avenidas do centro da cidade, com atletas nacionais e internacionais participando.
A Avenida Paulista, além de seu papel econômico e cultural, consolidou-se como palco de manifestações. Em 2013, por exemplo, a via tornou-se ponto de encontro para protestos relacionados à insatisfação com o governo, evento que marcou o cenário político e social da cidade, com registros de confrontos e acampamentos de grupos diversos.

### Espaço de lazer aos domingos

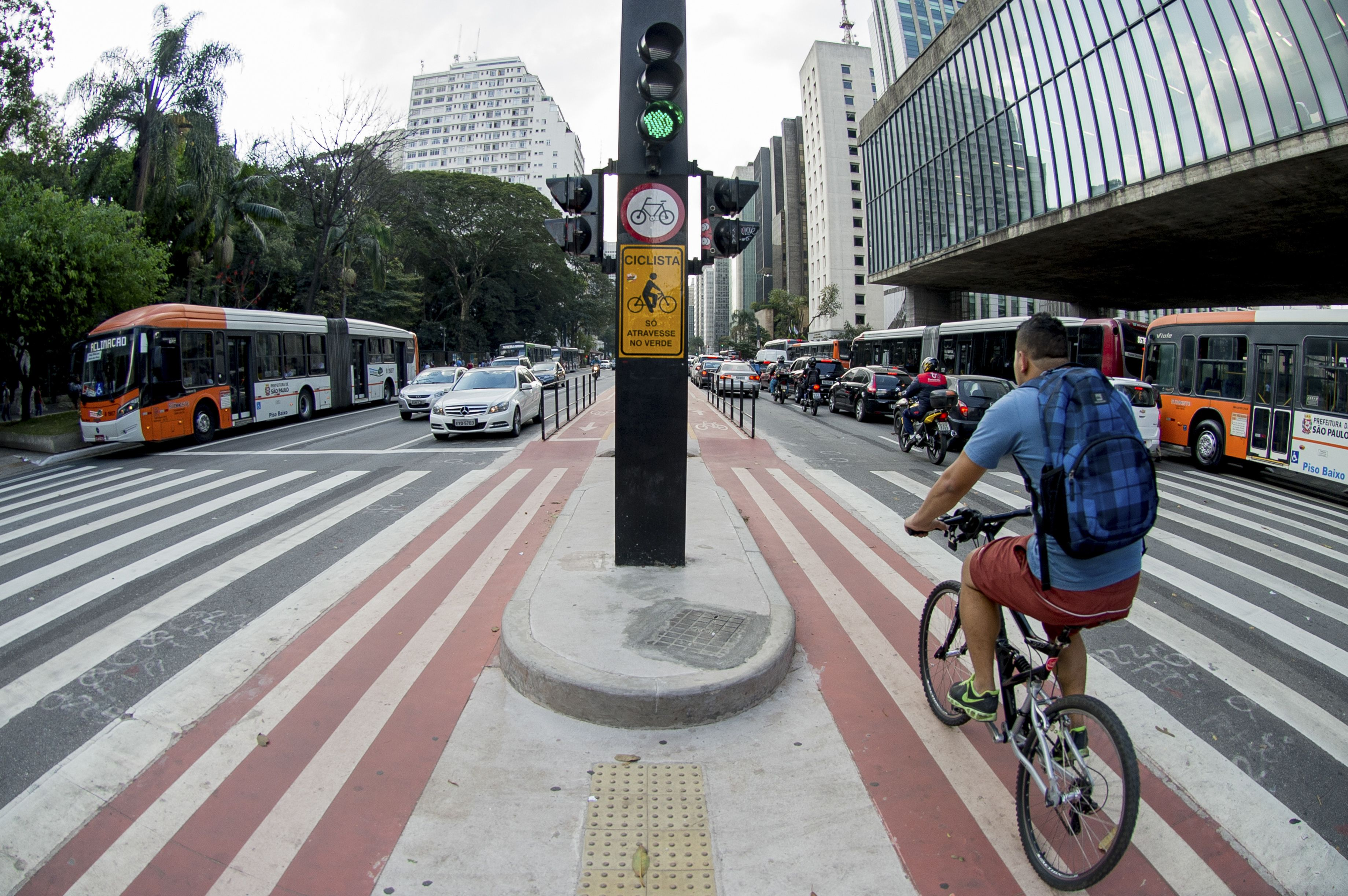
Ciclovia da Paulista

Em 1976, com o programa "Ruas de Lazer" da prefeitura de São Paulo, iniciou-se a primeira tentativa de transformar a Avenida Paulista em área de lazer regular aos domingos. Em setembro de 1982, através do programa "Domingo na Paulista", promovido pela secretaria da Cultura do Governo do Estado de São Paulo, um trecho da avenida – entre as ruas Itapeva e Augusta – foi fechado para a realização de shows e apresentações teatrais, atraindo cerca de vinte mil pessoas. O único protesto registrado foi da Associação dos Antiquários do Estado, que alegava prejuízo à feira de antiguidades instalada em frente ao MASP. O projeto, entretanto, foi descontinuado posteriormente.
Em 25 de junho de 2016, o prefeito interino Fernando Haddad publicou, no Diário Oficial de São Paulo, o decreto que oficializava a abertura da avenida como espaço de lazer aos domingos e feriados nacionais. Inserida no programa "Ruas Abertas", a medida determinava que a via ficasse restrita a veículos das 10h às 19h, permitindo a circulação exclusiva de pedestres e ciclistas, bem como a realização de eventos gratuitos, como shows e atividades culturais.
Como estratégia para a reorganização do trânsito, os ônibus foram redirecionados para vias paralelas, como a Alameda Santos e a rua São Carlos do Pinhal, enquanto carros e motos seguiram as mesmas adequações. Moradores e frequentadores de estabelecimentos na região receberam autorização para entrar e sair com seus veículos, contribuindo para a diminuição do transporte privado e incentivando o convívio entre pessoas de diversas classes e culturas, além de promover a prática de exercícios físicos.

## Lista de monumentos
| Imagem | Título                           | Criador                           | Ano de criação/fundação | Material               | Categoria no Commons                                     | Identificador de monumento     | Identificador de escultura |
| ------ | -------------------------------- | --------------------------------- | ----------------------- | ---------------------- | -------------------------------------------------------- | ------------------------------ | -------------------------- |
|        | Anhanguera                       | Luigi Brizzolara                  | 1935                    | bronze mármore granito | Monumento ao Anhanguera                                  | anhanguera                     | 101                        |
|        | Aretuza                          | Francisco Leopoldo e Silva        |                         | granito bronze mármore | Aretuza                                                  | aretuza                        | 102                        |
|        | Avenida Paulista 100 Anos        |                                   |                         | betão bronze           |                                                          |                                |                            |
|        | Bebedouro                        |                                   |                         | rocha alvenaria        | Bebedouro (statue)                                       | bebedouro                      |                            |
|        | Caminhos                         | Jorge Bassani Lilian Amaral       | 1991                    | alumínio               | Caminho                                                  | caminhos                       | 50                         |
|        | Fauno                            | Victor Brecheret                  |                         | granito bronze         | Fauno by Victor Brecheret (granite, 1942)                | fauno                          | 60                         |
|        | Francisco de Miranda             | Carmello Tabacco Lorenzo González | 1978                    | granito bronze         | Francisco de Miranda by Carmelo Tabacco (bronze, 1978)   | francisco_miranda              | 62                         |
|        | Joaquim Eugénio de Lima          | Roque de Mingo                    |                         | bronze granito         | Joaquim Eugênio de Lima by Roque de Mingo (bronze, 1952) | joaquim_eugenio_de_lima        |                            |
|        | Padre Roberto Landell de Moura   |                                   |                         | bronze alvenaria       | Bust of Roberto Landell de Moura                         | padre_roberto_landell_de_moura |                            |
|        | Painel da Gazeta                 | Carlos Lemos                      |                         |                        | Gazeta panel                                             |                                |                            |
|        | Painel do Edifício Nações Unidas | Clóvis Graciano                   |                         |                        | Edifício Nações Unidas panel by Clóvis Graciano          |                                |                            |
|        | Sem Título                       | Tomie Ohtake                      | 2015                    | aço inoxidável         | Sculpture by Tomie Ohtake (Avenida Paulista, 2015)       |                                |                            |
|        | Índio pescador                   | Francisco Leopoldo e Silva        |                         |                        | Índio Pescador                                           | indio_pescador                 |                            |